# Parafia Zwiastowania Pańskiego w Borku Szlacheckim
Parafia Zwiastowania Pańskiego w Borku Szlacheckim – rzymskokatolicka parafia znajdująca się w archidiecezji krakowskiej, w dekanacie Skawina, w Polsce.